# Medvedje Brdo
Medvedje Brdo este o localitate din comuna Logatec, Slovenia, cu o populație de 203 locuitori.